# Temporada 1966-67 de los Philadelphia 76ers
La temporada 1966-67 fue la decimoctava de los Philadelphia 76ers en la NBA, y la cuarta en Filadelfia, Pensilvania, tras haber jugado hasta entonces en Syracuse bajo el nombre de Syracuse Nationals. La temporada regular acabó con 68 victorias y 13 derrotas, ocupando el primer puesto de la división Este, clasificándose para los playoffs en los que derrotaron en las Finales a los San Francisco Warriors, rompiendo una racha de ocho anillos consecutivos de los Boston Celtics.
En 1996, el equipo de los Sixers de la temporada 1966-67 fue elegido uno de los mejores equipos de la historia de la liga, durante la celebración del 50.º aniversario de la NBA.

## Elecciones en elDraft
| Ronda | Puesto | Jugador         | Posición      | Nacionalidad   | Universidad    |
| ----- | ------ | --------------- | ------------- | -------------- | -------------- |
| 1     | 9      | Matt Guokas     | Escolta/Alero | Estados Unidos | Saint Joseph's |
| 2     | 19     | Bill Melchionni | Base          | Estados Unidos | Villanova      |
| 3     | 29     | Donnie Freeman  | Escolta       | Estados Unidos | Illinois       |
| 4     | 39     | Ken Wilburn     | Alero         | Estados Unidos | Centeal State* |

## Temporada regular
| División Este        | División Este | División Este | División Este | División Este | División Este | División Este | División Este | División Este |
| Equipo               | G             | P             | %             | PD            | Casa          | Fuera         | Neutral       | Div           |
| -------------------- | ------------- | ------------- | ------------- | ------------- | ------------- | ------------- | ------------- | ------------- |
| x-Philadelphia 76ers | 68            | 13            | .840          | –             | 28–2          | 26–8          | 14–3          | 28–8          |
| x-Boston Celtics     | 60            | 21            | .741          | 8             | 27–4          | 25–11         | 8–6           | 30–6          |
| x-Cincinnati Royals  | 39            | 42            | .481          | 29            | 20–11         | 12–24         | 7–7           | 14–22         |
| x-New York Knicks    | 36            | 45            | .444          | 32            | 20–15         | 9–24          | 7–6           | 11–25         |
| Baltimore Bullets    | 20            | 61            | .247          | 48            | 12–20         | 3–30          | 5–11          | 7–29          |

## Playoffs

### Semifinales de División
Cincinnati Royals vs. Philadelphia 76ers 
| Fecha       | Partido                                       | Ciudad     |
| ----------- | --------------------------------------------- | ---------- |
| 21 de marzo | Philadelphia 76ers 116, Cincinnati Royals 120 | Filadelfia |
| 23 de marzo | Cincinnati Royals 102, Philadelphia 76ers 123 | Cincinnati |
| 24 de marzo | Philadelphia 76ers 121, Cincinnati Royals 106 | Filadelfia |
| 25 de marzo | Cincinnati Royals 94, Philadelphia 76ers 112  | Cincinnati |
|             | Philadelphia 76ers gana las series 3-1        |            |

### Finales de División
Boston Celtics vs. Philadelphia 76ers 
| Fecha       | Partido                                    | Ciudad     |
| ----------- | ------------------------------------------ | ---------- |
| 31 de marzo | Philadelphia 76ers 127, Boston Celtics 113 | Filadelfia |
| 2 de abril  | Boston Celtics 102, Philadelphia 76ers 107 | Boston     |
| 5 de abril  | Philadelphia 76ers 115, Boston Celtics 104 | Filadelfia |
| 9 de abril  | Boston Celtics 121, Philadelphia 76ers 117 | Boston     |
| 11 de abril | Philadelphia 76ers 140, Boston Celtics 116 | Filadelfia |
|             | Philadelphia 76ers gana las series 4-1     |            |

### Finales de la NBA
Philadelphia 76ers vs San Francisco Warriors
| Fecha       | Partido                                            | Ciudad        |
| ----------- | -------------------------------------------------- | ------------- |
| 14 de abril | Philadelphia 76ers 141, San Francisco Warriors 135 | Filadelfia    |
| 16 de abril | Philadelphia 76ers 126, San Francisco Warriors 95  | Filadelfia    |
| 18 de abril | San Francisco Warriors 130, Philadelphia 76ers 124 | San Francisco |
| 20 de abril | San Francisco Warriors 108, Philadelphia 76ers 122 | San Francisco |
| 23 de abril | Philadelphia 76ers 109, San Francisco Warriors 117 | Filadelfia    |
| 24 de abril | San Francisco Warriors 122, Philadelphia 76ers 124 | San Francisco |
|             | Philadelphia gana las finales 4-2                  |               |

## Estadísticas
| Rk | Jugador          | Edad | P  | PT | MP   | TC  | TCI  | %TC  | TL  | TLI  | %TL  | RB   | AS  | FP  | PTS  |
| 1  | Wilt Chamberlain | 30   | 81 |    | 45.5 | 9.7 | 14.2 | .683 | 4.8 | 10.8 | .441 | 24.2 | 7.8 | 1.8 | 24.1 |
| 2  | Hal Greer        | 30   | 80 |    | 38.6 | 8.7 | 19.1 | .459 | 4.6 | 5.8  | .788 | 5.3  | 3.8 | 3.8 | 22.1 |
| 3  | Chet Walker      | 26   | 81 |    | 33.2 | 6.9 | 14.2 | .488 | 5.5 | 7.2  | .766 | 8.1  | 2.3 | 2.9 | 19.3 |
| 4  | Luke Jackson     | 25   | 81 |    | 29.3 | 4.8 | 10.9 | .438 | 2.4 | 3.2  | .759 | 8.9  | 1.4 | 3.4 | 12.0 |
| 5  | Wali Jones       | 24   | 81 |    | 27.8 | 5.2 | 12.1 | .431 | 2.8 | 3.3  | .838 | 3.3  | 3.7 | 3.0 | 13.2 |
| 6  | Billy Cunningham | 23   | 81 |    | 26.8 | 6.9 | 15.0 | .459 | 4.7 | 6.9  | .686 | 7.3  | 2.5 | 3.2 | 18.5 |
| 7  | Larry Costello   | 35   | 49 |    | 19.9 | 2.7 | 6.0  | .444 | 2.4 | 2.7  | .902 | 2.1  | 2.9 | 2.9 | 7.8  |
| 8  | Dave Gambee      | 29   | 63 |    | 12.0 | 2.4 | 5.5  | .435 | 1.7 | 2.0  | .856 | 3.1  | 0.7 | 2.3 | 6.5  |
| 9  | Matt Guokas      | 22   | 69 |    | 11.7 | 1.1 | 2.9  | .389 | 0.7 | 1.2  | .605 | 1.2  | 1.5 | 1.2 | 3.0  |
| 10 | Bill Melchionni  | 22   | 73 |    | 9.5  | 1.9 | 4.8  | .391 | 0.5 | 0.8  | .650 | 1.3  | 1.3 | 1.0 | 4.3  |
| 11 | Bob Weiss        | 24   | 6  |    | 4.8  | 0.8 | 1.7  | .500 | 0.3 | 0.8  | .400 | 0.5  | 1.7 | 1.3 | 2.0  |

## Galardones y récords
| Jugador          | Galardón                                                        |
| Wilt Chamberlain | MVP de la Temporada de la NBA Mejor quinteto de la NBA All-Star |
| Hal Greer        | 2º Mejor quinteto de la NBA All-Star                            |
| Chet Walker      | All-Star                                                        |